# مووداک (کارولینای جنوبی)
مووداک(به انگلیسی: Modoc) شهری در ایالت کارولینای جنوبی کشور ایالات متحده آمریکا است که جمعیت آن در سرشماری سال ۲۰۱۰ میلادی، ۲۱۸ نفر بوده‌است.